# IRISエンジン
IRISエンジンとは、内燃機関の形態の一種である。一般的なエンジンのピストン・シリンダー構造を「内部的衝撃放射構造」と呼ばれる新しいメカニズムに置き換えたことが特徴で、発明者らは同クラスのピストンエンジンと比べ小型軽量かつ高効率が得られると述べている。IRISは内部的衝撃放射構造 (Internally Radiating Impulse Structure) の略だが、後述する燃焼室の拡大縮小運動を目の虹彩（アイリス）の動きに見立てた掛け言葉にもなっている。

## 設計
IRISエンジンの燃焼室の外壁は、背中合わせになった複数の円弧状のゲートから構成されている。ゲートは互いに接し合ったまま運動するように設計されており、密閉状態を保ちながら燃焼室全体の容積を変えることができる。ピストンエンジンの燃焼室は燃焼により一方向に伸縮（ピストン運動）していたが、IRISエンジンでは直径方向に拡大と縮小を繰り返すようになっている。
新型の燃焼室の採用により、燃焼室がガスの膨張を受け止める面積の割合が25%から70%に上昇し、エネルギーの変換効率も20-30%だったものが50%に向上すると主張されている。このことは、エンジンの燃費の改善に大きく役立つと考えられている。

## 経緯
IRISエンジンの開発は、ワシントンD.C.に設立されたベンチャー企業「IRISエンジンズ (IRIS Engines) 」で進められている。同社はレビ・ティレマン＝ディックとコルバン・ティレマン＝ディックの兄弟によって率いられている。
IRISの設計自体は、アメリカ・コロラド州デンバーのティンバー・ディックの発案によるものである。彼はレビとコルバンの父で、発明家でありビジネスマンだった。彼の3人の息子も設計に貢献し、IRISエンジン関連の特許に名を連ねていた。ティンバーは2008年に交通事故のために52歳で亡くなり、11人の子供のうち2人が後を継ぐこととなった。
2008年1月、IRISエンジンの設計は、アメリカ航空宇宙局 (NASA) が年に一度主催している「クリエイト・ザ・フューチャー」コンテストの輸送部門で優勝を収めた。同年10月には、IRISエンジンのバリエーションの一つであるRXE (Radial Expansion Engine) が、コノコフィリップス社エネルギー賞で次点に入った。2009年には、ベンチャーキャピタルの一つである Draper Fisher Jurvetson 社のコンテストで賞金を獲得したが、ティレマン＝ディック兄弟は同社の出資提案を断っている。